# Svend Poulsen Gønge
Svend Poulsen Gønge (født 1610, død 1679) var en dansk friskyttekaptajn, der i omkring 1645 fik tilnavnet Gøngehøvdingen. Han ledede snaphanerne i de dansk-svenske krige i 1600-tallet. Hans tilknytning til Gønge herred er siden blevet draget i tvivl.

## Opvækst
Han blev født i Gønge herred (svensk Göinge härad) på grænsen mellem Skåne og Halland. Fødselsåret er ukendt, men på basis af en oplysning om, at han skal have deltaget i 30-årskrigen under Christian 4., sættes det normalt til 1608-1610. I en årbog fra 1926 skriver Pastor Torsten Lundberg fra Glimaker, at Svend Poulsen var husmandssøn fra Birkebjerg (Skeinge ved Skeingesøen). Fra barnsben blev Svend oplært i gøngernes levevis: Han skulle i en alder af otte år overleve tre måneder alene i skoven med gevær, krudt og en jagtkniv.[kilde mangler]

## Krigsdeltagelse

### Trediveårskrigen
Han deltog i 1625 i Trediveårskrigen som soldat i den Hallandske garde. I 1628 var han underkorporal i fynske regiment under Holger Rosenkrantz. Da krigen sluttede i 1629, fik Svend rang som korporal ved fodfolket. Hans utrolige viden om krigsførelse gjorde ham til taktiklægger under oberst Holger Rosenkrantz, der opererede i Holland. Efter et par år i nederlandsk krigstjeneste, vendte han hjem, giftede sig og bosatte sig i Halland. Under sit ophold i Halland, blev han bekendt med den senere berømte gøngeleder Bent Mogensen.

### Horns krig
Svend deltog 1644 i Horns krig som overkorporal ved et kompagni fra Gønge herred, som fortrinsvis havde Hallandsås som operationsområde. Svend Poulsen hjalp gøngelederen Bent Mogensen i kampen mod de svenske besættelsestropper, og dusøren på Svends hoved voksede gradvis.
I 1657 var han kaptajn over en eskadron dragoner, som kæmpede mod svenskerne i grænseegnene mellem Skåne og Halland. Her omtales Svend Poulsen i en svensk indberetning fra 1657 som den bortrømte, menederske borger og hallandske rebel – Svend Påvelsen. Han hvervede soldater, skaffede efterretninger og tog fanger i passene på Hallands Ås, indtil svenskerne splittede kompagniet i Hemslepasset. På Sjælland kæmpede han i slutningen af 1657-1658. Aftakket i april 1658, men udsendt som partisanleder (især i Øst- og Sydsjælland) mod svenskerne ved begyndelsen af Københavns belejring i 1658. Provst Kjetil Norrson i Skibinge sogn skriver, at Svend Gønge og hans partisanstyrker havde formået fra krigens begyndelse at nedlægge omkring 2.000 svenske og tyske soldater. Især kæmpede Svend Poulsen indædt ved Kronborg i august 1658. Fra sommeren 1658 til vinteren 1659 kæmpede Svend sammen med både gønger og partisaner mod de svenske styrker fra Præstø til Køge. Han flygtede til Nyord og Møn og vendte tilbage til København i 1659. Under Stormen på København havde Svend efter sigende kommandoen over cirka 50 partisaner, som beskyttede Nørrevold mod fjenden. Det siges, at næsten 200 svenskere døde i forsøget på at indtage Nørrevold og kun fem partisaner. (Se også Københavns forsvarsanlæg)
Som tak for indsatsen fik han i 1661 overladt brugen af Lundbygård, som han senere fik som ejendom sammen med en gård i Snesere, men han fortsatte som spion for kongen i Skåne. I 1673 måtte han forlade gården og fik en lille årpenge.

### Skånske krig
I 1675 ved begyndelsen af Skånske krig findes han som landkaptajn på Stevns, og han var i hele krigen 1675-79 med som dansk officer; han fik majorspatent i 1676 (major til fods 13. juli 1676). I begyndelsen af den Skånske Krig i 1676 var han major og tilbød at hverve et kompagni dragoner i Skåne, men blev syg i november, og siden hører man ikke mere fra ham i forbindelse med krigen.
Derefter flyttede han ind i Lundby Gildehus i 1679 og døde tidligst i 1679 og senest i 1691, hvor han omtales som Svend salig. Det siges, at Svend Poulsen ligger begravet under Lundby kirke.

### Faglitteratur
- Kim A. Wagner, Snaphanelederen Svend Poulsen: en militærhistorisk biografi, Tøjhusmuseet, 2003. ISBN 87-89022-35-1. Indeholder også en fyldig bibliografi med henvisninger til andre gængse faglitterære værker om Svend Poulsen og snaphanerne.
- Gitte Kjær, Svend Poulsen Gønge – i virkeligheden, Skippershoved, 1992. ISBN 87-89224-32-9.
- Gitte Kjær, Gøngehøvdingen, Forlag Historiskresearch, 2010.ISBN 978-87-993855-0-8.

### Fiktion
Svend Poulsen Gønge er forlæg for hovedpersonen i Carit Etlars roman Gøngehøvdingen (og Dronningens vagtmester Ib til hvem Svends våbenmester husmanden Laurids Hemmingsen fra Sjolte menes at have været Carit Etlars model). Der er næppe tvivl om, at den historiske person har været en anderledes barsk herre end den, der er fremstillet i såvel romanerne som de to filmatiseringer.
- Etlar, Carit: Gjøngehøvdingen (1853).
- Etlar, Carit: Dronningens Vagtmester (1855).

Carit Etlars romaner er også lavet som en serie tegneserie-album af Orla Klausen, udgivet af Carlsen, der serialiserer handlingsforløbet fra de originale romaner.
- Klausen, Orla: Gøngehøvdingen 1 : 50.000 rigsdaler (1989).
- Klausen, Orla: Gøngehøvdingen 2 : Forfulgt! (1990).
- Klausen, Orla: Gøngehøvdingen 3 : Fredstid (1991).
- Klausen, Orla: Gøngehøvdingen 4 : Dronningens Vagtmester (1992).
- Klausen, Orla: Gøngehøvdingen 5 : Opgøret (1993).

## Film
- Gøngehøvdingen (1909) film af Carl Alstrup, med Jørgen Lund som Svend Poulsen.
- Göingehövdingen (1959) film af Åke Ohlberg baseret på August Cedersborgs roman. Edvin Adolphson spillede Svend Poulsen.
- Gøngehøvdingen (1961), med Jens Østerholm som Svend Poulsen.
- Dronningens Vagtmester (1963), med Jens Østerholm som Svend Poulsen.
- Gøngehøvdingen (1992) tv-serie i 13 afsnit, med Søren Pilmark som Svend Poulsen.

## Fodnoter
1. ↑  Kim A. Wagner, Fra Svend Poulsen til GØNGEHØVDINGEN Arkiveret 5. marts 2012 hos  Wayback Machine, "SIDEN SAXO", nr. 2, 2003, s.14-21
2. ↑  "Svend Poulsen "Gøngehøvdingen"". svend-goenge.dk. Arkiveret fra originalen 18. august 2016. Hentet 4. august 2016.